# Nati nel 1926/Luglio
| Questa pagina contiene informazioni ricavate automaticamente dalle voci biografiche con l'ausilio del template Bio e di un bot. L'aggiornamento è periodico e automatico e ricostruisce completamente la pagina. Se manca una persona in questa lista, sei pregato di non aggiungerla, ma accertati piuttosto che la sua voce biografica contenga il template Bio e che i dati anagrafici siano correttamente compilati. Se il template Bio manca, inseriscilo tu stesso o, in alternativa, metti l'avviso {{tmp\|Bio}} che ne segnala la mancanza. Se i dati riportati sono sbagliati, correggi direttamente la voce biografica; le modifiche saranno visibili in questa lista entro pochi giorni. Per chiarimenti vedi il progetto biografie. La lista contiene solo le 178 persone che sono citate nell'enciclopedia e per le quali è stato implementato correttamente il template Bio. Pagina aggiornata al 2 lug 2025. |

- 1º luglio - François-Régis Bastide, scrittore, diplomatico e politico francese († 1996)
- 1º luglio - Pietro Benedetti, calciatore italiano († 2022)
- 1º luglio - Fernando J. Corbató, informatico statunitense († 2019)
- 1º luglio - Robert Fogel, economista e storico statunitense († 2013)
- 1º luglio - Salvatore Guglielmino, storico della letteratura, critico letterario e docente italiano († 2001)
- 1º luglio - Carl Hahn junior, dirigente d'azienda tedesco († 2023)
- 1º luglio - Hans Werner Henze, compositore tedesco († 2012)
- 1º luglio - Elio Lugaresi, neurologo italiano († 2015)
- 2 luglio - Juan García García, cestista cubano († 2003)
- 2 luglio - Carlo Rolandi, velista italiano († 2020)
- 3 luglio - Rae Allen, attrice statunitense († 2022)
- 3 luglio - Johnny Coles, trombettista statunitense († 1997)
- 3 luglio - Norberto Galli, presbitero e pedagogista italiano († 2018)
- 3 luglio - Joseph Gaydos, politico statunitense († 2015)
- 3 luglio - Sybille Haynes, etruscologa britannica
- 4 luglio - Paolo Cavara, regista e sceneggiatore italiano († 1982)
- 4 luglio - Antonio Del Duca, politico italiano († 2021)
- 4 luglio - Alfredo Di Stéfano, calciatore e allenatore di calcio argentino († 2014)
- 4 luglio - Helmut Rix, linguista e etruscologo tedesco († 2004)
- 4 luglio - Wolfgang Seidel, pilota di Formula 1 tedesco († 1987)
- 5 luglio - Kenneth Gaburo, compositore statunitense († 1993)
- 5 luglio - Salvador Jorge Blanco, politico dominicano († 2010)
- 5 luglio - Diana Lynn, attrice e pianista statunitense († 1971)
- 5 luglio - Gianfranco Mascii, pittore e illustratore italiano († 2003)
- 5 luglio - Guglielmo Negri, giurista italiano († 2000)
- 5 luglio - Pasquale Perugini, politico italiano († 1996)
- 5 luglio - Ivo Hélcio Jardim de Campos Pitanguy, medico, chirurgo e scrittore brasiliano († 2016)
- 5 luglio - Éliane Vogel-Polsky, giurista belga († 2015)
- 6 luglio - Anselmo Bislenghi, calciatore italiano († 1984)
- 6 luglio - Proinsias Mac Cana, linguista britannico († 2004)
- 7 luglio - Dahmane El Harrachi, musicista algerino († 1980)
- 7 luglio - Nuon Chea, politico e rivoluzionario cambogiano († 2019)
- 7 luglio - Enzo Erra, politico, giornalista e saggista italiano († 2011)
- 7 luglio - Ennio Fialdini, politico italiano († 1995)
- 7 luglio - Giulio Nicolini, vescovo cattolico italiano († 2001)
- 7 luglio - Giuseppe Pattoni, progettista italiano († 1999)
- 7 luglio - Cesare Pozzo, politico italiano († 2012)
- 8 luglio - David Malet Armstrong, filosofo australiano († 2014)
- 8 luglio - Heinz Bienefeld, architetto tedesco († 1995)
- 8 luglio - John Dingell, politico e avvocato statunitense († 2019)
- 8 luglio - Gino Falleri, giornalista e scrittore italiano († 2019)
- 8 luglio - Elisabeth Kübler Ross, psichiatra svizzera († 2004)
- 8 luglio - Leonora Lafayette, soprano statunitense († 1975)
- 9 luglio - Murphy Anderson, fumettista statunitense († 2015)
- 9 luglio - Pedro Dellacha, allenatore di calcio e calciatore argentino († 2010)
- 9 luglio - Mathilde Krim, biologa e filantropa statunitense († 2018)
- 9 luglio - Ben Mottelson, fisico statunitense († 2022)
- 9 luglio - Peter Mullins, multiplista, cestista e allenatore di pallacanestro australiano († 2012)
- 9 luglio - Gigi Savoia, rugbista a 15 e allenatore di rugby a 15 italiano († 1997)
- 9 luglio - Elémire Zolla, scrittore, filosofo e storico delle religioni italiano († 2002)
- 10 luglio - Carleton Carpenter, attore, scrittore e compositore statunitense († 2022)
- 10 luglio - Fred Gwynne, attore statunitense († 1993)
- 10 luglio - Nguyễn Hữu Hạnh, generale vietnamita († 2019)
- 10 luglio - Gastone Pescucci, attore e doppiatore italiano († 1998)
- 10 luglio - Ken Richmond, lottatore britannico († 2006)
- 10 luglio - Tony Settember, pilota di Formula 1 statunitense († 2014)
- 10 luglio - Eliodoro Sollima, pianista e compositore italiano († 2000)
- 10 luglio - Aldo Tortorella, partigiano e politico italiano († 2025)
- 11 luglio - Peter Bennett, pallanuotista e calciatore australiano († 2012)
- 11 luglio - The Crusher, wrestler statunitense († 2005)
- 11 luglio - Tony Lavelli, cestista statunitense († 1998)
- 11 luglio - Teddy Reno, cantante, produttore discografico e attore italiano
- 11 luglio - Patrick Wymark, attore britannico († 1970)
- 12 luglio - Miroslav Baumruk, cestista cecoslovacco
- 12 luglio - Renata Bianchi, ginnasta italiana († 1966)
- 12 luglio - Emanuele Catarinicchia, vescovo cattolico italiano († 2024)
- 12 luglio - Themīs Cholevas, cestista e allenatore di pallacanestro greco († 2007)
- 12 luglio - John Crosby, musicista, direttore d'orchestra e direttore artistico statunitense († 2002)
- 12 luglio - Janet Gray Hayes, politica statunitense († 2014)
- 12 luglio - Tiberio Mitri, pugile e attore cinematografico italiano († 2001)
- 12 luglio - Carl Adam Petri, matematico e informatico tedesco († 2010)
- 12 luglio - Andrzej Poppe, storico e bizantinista polacco († 2019)
- 12 luglio - Manfred Schroeder, fisico tedesco († 2009)
- 12 luglio - Oswald Mathias Ungers, architetto e teorico dell'architettura tedesco († 2007)
- 12 luglio - Calogero Vinti, matematico italiano († 1997)
- 13 luglio - Vidadi Nərimanbəyov, pittore azero († 2001)
- 13 luglio - Vitalij Romanenko, tiratore a segno sovietico († 2010)
- 13 luglio - Valeriano Zanazzi, ciclista su strada e ciclocrossista italiano († 2004)
- 14 luglio - Angelo Bianchi, genetista italiano († 2020)
- 14 luglio - Wallace Diestelmeyer, pattinatore artistico su ghiaccio canadese († 1999)
- 14 luglio - Ottorino Enzo, canottiere italiano († 2012)
- 14 luglio - Wah Wah Jones, cestista e allenatore di pallacanestro statunitense († 2014)
- 14 luglio - Harry Dean Stanton, attore statunitense († 2017)
- 15 luglio - Driss Chraïbi, scrittore marocchino († 2007)
- 15 luglio - Leopoldo Galtieri, generale e politico argentino († 2003)
- 15 luglio - Raymond Gosling, medico britannico († 2015)
- 15 luglio - Louis LaRasso, mafioso statunitense († 1991)
- 15 luglio - Albert Popwell, attore statunitense († 1999)
- 15 luglio - Beatriz Segall, attrice brasiliana († 2018)
- 15 luglio - Elliot Griffin Thomas, vescovo cattolico statunitense († 2019)
- 16 luglio - Vinicio Bernardini, politico italiano († 2020)
- 16 luglio - Enrico Chiavacci, presbitero e teologo italiano († 2013)
- 16 luglio - Ivan Horvat, calciatore e allenatore di calcio jugoslavo († 2012)
- 16 luglio - Happy Humphrey, wrestler statunitense († 1989)
- 16 luglio - Heinz Kwiatkowski, allenatore di calcio e calciatore tedesco († 2008)
- 16 luglio - Luigi Montesano, giurista italiano († 2009)
- 16 luglio - Mel Payton, cestista e allenatore di pallacanestro statunitense († 2001)
- 16 luglio - Alfred Pfaff, calciatore tedesco († 2008)
- 16 luglio - Irwin Rose, biologo statunitense († 2015)
- 16 luglio - Luciano Tavazza, giornalista italiano († 2000)
- 17 luglio - Rinaldo Cappellini, ex calciatore italiano
- 17 luglio - Édouard Carpentier, wrestler francese († 2010)
- 17 luglio - Willis Carto, politico statunitense († 2015)
- 17 luglio - Arrigo Levi, giornalista, scrittore e conduttore televisivo italiano († 2020)
- 17 luglio - Carmine Tavano, politico italiano († 2013)
- 17 luglio - Piero Umiliani, compositore, polistrumentista e direttore d'orchestra italiano († 2001)
- 17 luglio - Lorenza de' Medici di Ottajano, giornalista e scrittrice italiana († 2024)
- 18 luglio - Sigurd Andersson, fondista svedese († 2009)
- 18 luglio - Carlo Aymonino, architetto italiano († 2010)
- 18 luglio - Ángel Crespo, poeta e critico letterario spagnolo († 1995)
- 18 luglio - Robert Funk, biblista statunitense († 2005)
- 18 luglio - Elizabeth Jennings, poetessa britannica († 2001)
- 18 luglio - Ernst Larsen, siepista norvegese († 2015)
- 18 luglio - Margaret Laurence, scrittrice e giornalista canadese († 1987)
- 19 luglio - Basilio Cottone, generale italiano
- 19 luglio - Helen Gallagher, attrice, cantante e ballerina statunitense († 2024)
- 20 luglio - Jacques Berthe, pallanuotista francese († 1981)
- 20 luglio - Walter Di Salvo, architetto italiano († 2017)
- 20 luglio - Gastone Malaguti, partigiano, sindacalista e antifascista italiano
- 21 luglio - Paul Burke, attore statunitense († 2009)
- 21 luglio - Aurelio Gironda Veraldi, politico italiano († 2016)
- 21 luglio - Norman Jewison, regista e produttore cinematografico canadese († 2024)
- 21 luglio - Josephine Premice, attrice, cantante e ballerina statunitense († 2001)
- 21 luglio - Karel Reisz, regista e critico cinematografico cecoslovacco († 2002)
- 21 luglio - Giancarlo Vitali, calciatore e allenatore di calcio italiano († 2011)
- 22 luglio - Bryan Forbes, attore, sceneggiatore e regista britannico († 2013)
- 22 luglio - Bernhardt J. Hurwood, scrittore statunitense († 1987)
- 22 luglio - Wolfgang Iser, anglista tedesco († 2007)
- 22 luglio - James Innell Packer, teologo canadese († 2020)
- 22 luglio - Stjepko Težak, linguista croato († 2006)
- 23 luglio - Alfredo Baldani Guerra, politico italiano († 2009)
- 23 luglio - Avram Barokas, cestista turco († 2003)
- 23 luglio - Cedella Booker, cantautrice e scrittrice giamaicana († 2008)
- 23 luglio - Giovanni Losardo, politico italiano († 1980)
- 23 luglio - Robert McCormick Adams, archeologo e antropologo statunitense († 2018)
- 23 luglio - Ludvík Vaculík, scrittore e giornalista ceco († 2015)
- 24 luglio - Antonio Mura, poeta e scrittore italiano († 1975)
- 24 luglio - Virgil Trofin, politico rumeno († 1984)
- 24 luglio - Margreth Weivers, attrice svedese († 2021)
- 24 luglio - Hans Günter Winkler, cavaliere tedesco († 2018)
- 24 luglio - Gaspare De Fiore, architetto, pittore e fumettista italiano († 2011)
- 25 luglio - Davide Barba, politico italiano († 1992)
- 25 luglio - Indra Rajya Lakshmi Devi, principessa nepalese († 1950)
- 25 luglio - Giuseppina Luongo, poetessa e saggista italiana († 2023)
- 25 luglio - August Lütke-Westhues, cavaliere tedesco († 2000)
- 25 luglio - Emanuele Occelli, poeta e pianista italiano († 2017)
- 25 luglio - Sergio Renda, cantante, attore e doppiatore italiano († 2016)
- 25 luglio - Hans Saksvik, calciatore norvegese († 2001)
- 26 luglio - James Best, attore statunitense († 2015)
- 26 luglio - Roberto Castellani, italiano († 2004)
- 26 luglio - Mario Gismondi, giornalista italiano († 2012)
- 26 luglio - Anna Malfaiera, poetessa italiana († 1996)
- 26 luglio - Meir Nakar, israeliano († 1947)
- 26 luglio - Sandro Sandrelli, scrittore di fantascienza, traduttore e giornalista italiano († 2000)
- 26 luglio - Lennox Sebe, politico sudafricano († 1994)
- 27 luglio - Elio Angelini, calciatore italiano († 1999)
- 27 luglio - Antonio Danieli, partigiano italiano († 1944)
- 27 luglio - Maurizio De Negri, medico italiano († 2017)
- 27 luglio - Sadegh Khalkhali, religioso e politico iraniano († 2003)
- 27 luglio - Renato Sandri, politico, partigiano e saggista italiano († 2019)
- 27 luglio - Ugo Spagnoli, costituzionalista e politico italiano († 2012)
- 27 luglio - Marlow Cook, politico statunitense († 2016)
- 28 luglio - Inna Makarova, attrice sovietica († 2020)
- 29 luglio - Sergio Dardini, politico italiano († 1994)
- 29 luglio - Zíbia Gasparetto, scrittrice e sensitiva brasiliana († 2018)
- 29 luglio - Battista Mondin, filosofo e teologo italiano († 2015)
- 29 luglio - Nissim Karelitz, rabbino israeliano († 2019)
- 29 luglio - Franco Sensi, imprenditore, dirigente sportivo e politico italiano († 2008)
- 29 luglio - Manuel Vasques, calciatore portoghese († 2003)
- 30 luglio - Nina Kulagina, sovietica († 1990)
- 30 luglio - Pantelis Michanikos, poeta cipriota († 1979)
- 30 luglio - Rosa Taikon, orafa, attivista e attrice svedese († 2017)
- 31 luglio - León Martinetti, cestista argentino († 1999)
- 31 luglio - Bernard Nathanson, medico statunitense († 2011)
- 31 luglio - Anne Paolucci, scrittrice e educatrice statunitense († 2012)
- 31 luglio - Adilio Pugliese, calciatore italiano († 2002)
- 31 luglio - Hilary Putnam, filosofo e matematico statunitense († 2016)
- 31 luglio - Toshiro Yamabe, giocatore di go giapponese († 2000)